# 六角英通
六角 英通（ろっかく ひでみち、1902年（明治35年）5月19日 - 1987年（昭和62年）12月19日）は、昭和期の電気工学者、政治家、華族。貴族院子爵議員。工学博士。

## 経歴
京都市で子爵・六角玄通の長男として生まれる。1907年（明治40年）9月、父の死去に伴い家督を継承し、同年11月27日、子爵を襲爵した。
1924年（大正13年）学習院高等科を卒業し、1927年（昭和2年）東北帝国大学工学部電気学科を卒業。1930年（昭和5年）逓信省に入省し電気試験所技師に就任。東北大学講師、同教授などを経て、1963年（昭和38年）から1976年（昭和51年）まで相模工業大学（現湘南工科大学）学長を務めた。その他、宮内省御用掛となった。
1946年（昭和21年）5月10日、貴族院子爵議員補欠選挙で当選し、研究会に所属して活動し、1947年（昭和22年）5月2日の貴族院廃止まで在任した。同年の第1回参議院議員通常選挙に全国区から立候補したが落選した。

## 著作
- 『異常電圧と送電系統の防護』修教社書院、1933年。
- 高崎卓二郎、村上孝一との共著『発変電工学演習』学献社、1962年。

## 親族
- 父：六角玄通（1870-1907）
- 妻：為子（1877-1904）- 清岡長延の娘で清岡長言の妹[10]。
- 妻：照代 - 熊本製糸社長・長野関吉（長野濬平三男）の二女[1][11][12]。
- 妹：信子 - 六角玄通二女、明治36年生。子爵町尻量弘の養女となる(義兄に町尻量基)[13]。